# Karol Perłowski
Karol Perłowski ps. Łoś, (ur. 1923, zm. 3 grudnia 2010) – pułkownik Wojska Polskiego i żołnierz AK, uczestnik powstania warszawskiego w Zgrupowaniu „Bartkiewicz”.
Żołnierz 36 pułku piechoty Legii Akademickiej. Odznaczony za udział w walkach w szeregach AK Krzyżem Walecznych, odznaczony Krzyżem Oficerskim Orderu Odrodzenia Polski, a następnie Krzyżem Komandorskim Orderu Odrodzenia Polski. W 2009 Rada Miejska w Trzebiatowie nadała mu tytuł honorowego obywatela tego miasta na wniosek oficerów 36. Brygady Zmechanizowanej za starania, by brygada stacjonująca w Trzebiatowie nosiła tradycje Legii Akademickiej. Współpracował z Uniwersytetem Warszawskim, w 2008 odznaczony medalem tej uczelni.
W 2005 został prezesem rady naczelnej Światowego Związku Żołnierzy Armii Krajowej, funkcję tę pełnił do 2008.